# Spring Grove (Minnesota)
Spring Grove es una ciudad ubicada en el condado de Houston en el estado estadounidense de Minnesota. En el Censo de 2010 tenía una población de 1330 habitantes y una densidad poblacional de 537,71 personas por km².

## Geografía
Spring Grove se encuentra ubicada en las coordenadas 43°33′39″N 91°38′13″O / 43.56083, -91.63694. Según la Oficina del Censo de los Estados Unidos, Spring Grove tiene una superficie total de 2.47 km², de la cual 2.47 km² corresponden a tierra firme y (0%) 0 km² es agua.

## Demografía
Según el censo de 2010, había 1330 personas residiendo en Spring Grove. La densidad de población era de 537,71 hab./km². De los 1330 habitantes, Spring Grove estaba compuesto por el 97.82% blancos, el 0.68% eran afroamericanos, el 0.08% eran amerindios, el 0.6% eran asiáticos, el 0% eran isleños del Pacífico, el 0% eran de otras razas y el 0.83% pertenecían a dos o más razas. Del total de la población el 0.98% eran hispanos o latinos de cualquier raza.